# Dalbergia acariiantha
Dalbergia acariiantha är en ärtväxtart som beskrevs av Hermann August Theodor Harms. Dalbergia acariiantha ingår i släktet Dalbergia, och familjen ärtväxter. IUCN kategoriserar arten globalt som sårbar. Inga underarter finns listade i Catalogue of Life.